# 9469 Shashank
9469 Shashank este un asteroid din centura principală de asteroizi.

## Descriere
9469 Shashank este un asteroid din centura principală de asteroizi. A fost descoperit pe 24 iunie 1998 la Socorro, New Mexico, în cadrul proiectului LINEAR. Asteroidul prezintă o orbită caracterizată de o semiaxă mare de 2,36 ua, o excentricitate de 0,17 și o înclinație de 2,8° în raport cu ecliptica.